# Ngải giun
Artemisia maritima, tên gọi thông thường ngải giun hoặc thanh cao biển, là một loài thực vật có hoa trong họ Cúc. Loài này được L. mô tả khoa học đầu tiên năm 1753.